# Sergio Bustamante
Sergio Emilio Edgardo de Bustamante y Arteaga Roa (Ciudad de México; 18 de octubre de 1934 - Puebla de Zaragoza; 22 de mayo de 2014)fue un actor mexicano de cine, teatro y televisión, que además trabajó como actor de doblaje.

## Biografía
Estudió psicología en la UNAM y actuación en la Escuela de Arte Teatral. Debutó como actor en la obra El duelo de Federico S. Inclán. En cine debutó en la película Una golfa del año 1957 junto a Silvia Pinal. Participó en películas como Un hombre en la trampa, Todo por nada, Espejismo en la ciudad y El principio. Por esta última ganó un Premio Ariel y una Diosa de Plata por Mejor actor coestelar. 
Prolífico actor de cine, ha participado en más de 56 películas, así como una decena de telenovelas, entre las que se encuentran La gata, Los bandidos de Río Frío, Buscando el paraíso, Agujetas de color de rosa y La calle de las novias, entre otras. Por su actuación en la telenovela Cenizas y diamantes fue nominado a un Premio TVyNovelas a Mejor actor antagónico en el año 1991. También ha incursionado en el teatro en obras como Calígula, La vida es sueño, Los chicos de la banda y Los gallos salvajes entre muchas otras.
Además de su carrera en el doblaje, fue también la voz institucional de Las Estrellas desde el año 1991 hasta el mes de septiembre de 1997.

## Fallecimiento
El día 22 de mayo de 2014 estaba en Puebla celebrando con su esposa y amigos. En ese momento, Sergio sufrió una descompensación y no pudieron reanimarlo, fue llevado de urgencia sin signos vitales y falleció ese mismo día. Los médicos informaron que sufrió un Infarto Fulminante. Tenía 79 años.

## Filmografía

### Películas
- Ama a tu prójimo (1958) …. Ángel Martinelli / Soto, violinista.
- Una golfa (1958)
- Lágrimas de amor (1959)
- Siguiendo pistas (1960)
- Vuelta al paraíso (1960) …. Doroteo
- El tejedor de milagros (1962)
- La tórtola del Ajusco (1962)
- La sombra de los hijos (1964)
- Un hombre en la trampa (1965)
- La recta final (1966) …. Gato
- Todo por nada (1969) …. Johnny
- Valentín Armienta el vengador (1969)
- El principio (1973) …. Francisco Domínguez.
- En busca de un muro (1974) …. Narrador
- Un mulato llamado Martín (1975)
- La odisea de los muñecos (1975)
- Espejismo de la ciudad (1976) …. Lorenzo Rojas
- El caballito volador (1982) …. Don Abusivo
- Mercenarios de la muerte (1983) …. Kan Jen Mercenario
- El rey de oros (1984) …. Don Marcos
- Las glorias del gran Púas (1984)
- Veneno para las hadas (1986)
- Robachicos (1986)
- Mientras México duerme (1986)
- De par en par (1986)
- Su destino era matar (1988)
- Durazo, la verdadera historia (1988)
- Ratas de vecindad (1988)
- Santa sangre (1989) …. Monseñor
- Fiesta de sangre (1989)
- Bonampak (1989)
- Orgía de terror (1990)
- La mujer judicial (1990)
- Agua roja (1990)
- La tómbola de la muerte (1990)
- Los demonios del desierto (1990)
- Justiciero callejero (1990)
- One Man's War (1991) …. Gomes
- Jóvenes delincuentes (1991)
- Descendiente de asesinos (1991) …. José Guzmán
- Secreto sangriento (1991) …. Don Rodolfo
- Perseguida (1991)
- Perros de presa (1992)
- Playa azul (1992) …. Ingeniero
- Memoria del cine mexicano (1993) …. Él mismo
- Vampiro, guerrero de la noche (1993)
- Bosque de muerte (1993) …. Padre de Silvia
- Sin retorno (1995)
- Dioses del México antiguo (1996) …. Narrador
- Pamela (2008) …. Psicólogo
- El mar muerto (2009) …. Cura
- Mi vida por ti (2009)
- Catarsis (2010) …. El Padre
- Acapulco La Vida Va (2014) … Justo Monroy

### Telenovelas
- Cartas de amor (1960)
- Espejo de sombras (1960)
- Las momias de Guanajuato (1962 - 1963)
- Doña Macabra (1963)
- Incertidumbre (1967)
- Las víctimas (1967)
- Detrás del muro (1967)
- Lo prohibido (1967)
- La tormenta (1967) …. Álvaro Obregón
- Fallaste corazón (1968) …. Alfonso Larrondo
- Aurelia (1968) …. Agustín
- Cadenas de angustia (1969) …. Sergio
- Rosario (1969)
- La Constitución (1970) …. Álvaro Obregón
- Cosa juzgada (1970)
- La gata (1970 - 1971) …. Mariano Martínez Negrete
- Aquí está Felipe Reyes (1972)
- Los miserables (1973) …. Jean Valjean
- Los bandidos de Río Frío (1976) …. Relumbrón
- Mundos opuestos (1976 - 1977) …. René
- Un original y veinte copias (1978) …. Señor Legorreta
- El amor llegó más tarde (1979) …. Adrián
- Infamia (1981) …. David Montalvo
- Cenizas y diamantes (1990 - 1991) …. Dámaso Gallardo
- Buscando el paraíso (1993 - 1994) …. Marcelo
- Agujetas de color de rosa (1994 - 1995) …. Gino
- La antorcha encendida (1996) …. Virrey José de Iturrigaray
- La calle de las novias (2000) …. Luis Cardozo
- Cuando seas mía (2001 - 2002) …. Juan Francisco Sánchez-Serrano Ugarte
- La duda (2002 - 2003) …. Adolfo Torres-Ledesma Rivas.
- La heredera (2004 - 2005) …. Enrique
- Montecristo (2006 - 2007) …. Andrés
- Noche eterna (2008) …. Don Sebastián Rivero
- Alma legal (2008) …. Manuel
- Quiéreme tonto (2010) …. Victorio Dorelli
- Emperatriz (2011) …. Justo del Real
- A corazón abierto (2012) …. Profesor Silvestre Ramírez

### Series de TV
- La hora marcada (1986)
- De par en par (1986)
- Xe-Ah Radio Aventura (1989) …. Licenciado Rocha
- Televiteatros (1993)
- Visión real (1998) …. Presentador-Narrador
- Historias de ellos para ellas (2003)
- Ni una vez más (2006) …. Dante Villaseñor
- La niñera (2007) …. Billy Corcuera

### Teatro
- El cántaro roto
- Los gallos salvajes
- Tamara
- Anita la huerfanita
- The Boys in the Band
- Israfel
- Un sombrero de paja de Italia
- La vida es sueño
- El alquimista
- Muchacha de campo
- Calígula
- Los intereses creados
- Los miserables
- La plaza de Berkeley
- Escuela de cortesanos

## Premios y nominaciones

### Premio Ariel
| Año  | Categoría                    | Telenovela   | Resultado |
| ---- | ---------------------------- | ------------ | --------- |
| 1973 | Mejor co-actuación masculina | El principio | Ganador   |

### Diosas de Plata
| Año  | Categoría                    | Telenovela   | Resultado |
| ---- | ---------------------------- | ------------ | --------- |
| 1973 | Mejor co-actuación masculina | El principio | Ganador   |

### Premios TVyNovelas
| Año  | Categoría     | Programa/Telenovela | Resultado |
| ---- | ------------- | ------------------- | --------- |
| 1991 | Mejor villano | Cenizas y diamantes | Nominado  |

### Premios Bravo
| Año  | Categoría             | Telenovela      | Resultado |
| ---- | --------------------- | --------------- | --------- |
| 2002 | Mejor actor masculino | Cuando seas mía | Ganador   |